# ClipGrab
ClipGrab é um software multiplataforma para download de vídeos de sites populares, tais como YouTube, Vimeo, Dailymotion ou Metacafe. Ele também oferece a possibilidade de converter os arquivos baixados para outros formatos de ficheiro, tais como: MP3, MPEG4, OGG Theora ou WMV. Ele é publicado como software livre sob os termos da versão 3 da GNU General Public license.

## Recursos
O ClipGrab oficialmente suporta o download de vídeos de sites que incluem o YouTube, Collegehumor, Dailymotion e Vimeo. Além disso, o software fornece uma heurística que pode também fazer o download de vídeos de sites que não são oficialmente suportados. Quando disponível, o ClipGrab oferece diferentes opções de qualidade para um vídeo. Com esse recurso, o usuário pode escolher entre o download de uma versão de alta definição, definição padrão ou de baixa definição do vídeo. O ClipGrab pode detectar automaticamente URLs compatíveis quando forem copiados à área de transferência. O programa também fornece uma funcionalidade de pesquisa integrada ao YouTube. Ele tem sido muito elogiado por sua  interface de usuário. O site de revisão de software softoxi.com afirma que "[o ClipGrab] tem um design muito bonito de interface gráfica do usuário" e "destaca-se imediatamente pelo seu olhar, o sentir e o desempenho."

## Desenvolvimento
O ClipGrab era originalmente desenvolvido na linguagem de programação PureBasic, e só podia baixar um vídeo de cada vez. Mais tarde, o software foi reescrito usando C++ e Qt framework, e publicado sob os termos da GPL v3. Desde a versão 3.0, o programa também está disponível para Mac OS X.

## OpenCandy
O ClipGrab installer para Windows usa OpenCandy, um anúncio de um módulo de instalação do software.
O site contém um pequeno link de download o botão de download que permite que os usuários baixem um software instalador adware-versão livre do software.